# Joe Walker
Joe Walker (West London, 2 ottobre 1963) è un montatore britannico.
Ha ricevuto la nomination al Premio Oscar nella categoria miglior montaggio nel 2014 per il suo lavoro in 12 anni schiavo, e nel 2017 per Arrival. Nel 2022 ottiene la sua prima statuetta per Dune.
Nel 2012 ha vinto il premio European Film Awards nella stessa categoria per Shame.
Tra gli altri film da lui montati vi sono Hunger (2008), Mai + come prima (2005), Last Passenger (2013), Blackhat (2015) e Blade Runner 2049 (2017).

## Filmografia
- Eroica: Il giorno che cambiò per sempre la musica, regia di Simon Cellan Jones (2003) - film TV
- Mai + come prima, regia di Giacomo Campiotti (2005)
- Hunger, regia di Steve McQueen (2008)
- Prison Escape (The Escapist), regia di Rupert Wyatt (2008)
- Harry Brown, regia di Daniel Barber (2009)
- La vita in un giorno (Life in a Day), regia di Kevin Macdonald (2011) - documentario
- Shame, regia di Steve McQueen (2011)
- Last Passenger, regia di Omid Nooshin (2013)
- 12 anni schiavo (12 Years a Slave), regia di Steve McQueen (2013)
- Blackhat, regia di Michael Mann (2015)
- Sicario, regia di Denis Villeneuve (2015)
- Arrival, regia di Denis Villeneuve (2016)
- Blade Runner 2049, regia di Denis Villeneuve (2017)
- Widows - Eredità criminale (Widows), regia di Steve McQueen (2018)
- Dune, regia di Denis Villeneuve (2021)
- The Unforgivable, regia di Nora Fingscheidt (2021)
- The Creator, regia di Gareth Edwards (2023)
- Dune - Parte due (Dune: Part Two), regia di Denis Villeneuve (2024)